# Rinorea thomasii
Rinorea thomasii är en violväxtart som beskrevs av Achound.. Rinorea thomasii ingår i släktet Rinorea och familjen violväxter. Inga underarter finns listade i Catalogue of Life.